# 긴코주머니고양이
긴코주머니고양이(학명: Phascomurexia Naso)는 주머니고양이과에 속하는 유대류의 일종이다. 또한 긴코주머니고양이는 인도네시아와 파푸아뉴기니에서 발견된다. 그리고 긴코주머니고양이는 자연 서식지는 아열대 또는 열대 건조 숲이다. 긴코주머니고양이속(Phascomurexia)의 유일종이다.